# Valentin Lukov
Valentin Lukov, bolgarski šahist in šahovski velemojster, * 1955, Bolgarija.